# Viola hondoensis
Viola hondoensis là một loài thực vật có hoa trong họ Hoa tím. Loài này được W. Becker & H. Boissieu miêu tả khoa học đầu tiên năm 1908.